# Cladopelma
Cladopelma is een geslacht uit de familie van de dansmuggen (Chironomidae).

## Soorten
- C. amachaerus (Townes, 1945)
- C. bicarinatum (Brundin, 1947)
- C. boydi (Beck, 1962)
- C. collator (Townes, 1945)
- C. edwardsi (Kruseman, 1933)
- C. galeator (Townes, 1945)
- C. goetghebueri Spies & Saether, 2004
- C. krusemani (Goetghebuer, 1935)
- C. spectabilis (Townes, 1945)
- C. subnigrum (Brundin, 1947)
- C. virescens (Meigen, 1818)
- C. viridula (Linnaeus, 1767)
- C. viridulum (Linnaeus, 1767)